# Paulo Campos Paiva
Paulo Campos Paiva (Valença, 12 de fevereiro de 1923 – 2005) foi um militar brasileiro, que combateu na Segunda Guerra Mundial junto com a Força Expedicionária Brasileira.
Filho de Carlos Benvindo de Paiva e de Maria Campos Paiva.
Chefiou o Departamento-Geral do Pessoal, entre 6 de dezembro de 1984 e 8 de abril de 1985.
Foi Comandante Militar do Sul, entre 12 de abril de 1985 e 21 de agosto de 1986.
Foi chefe do Estado-Maior das Forças Armadas no governo José Sarney, de 15 de setembro de 1986 a 14 de setembro de 1987.